# Манхаген
Ма́нхаген (нем. Manhagen) — община в Германии, в земле Шлезвиг-Гольштейн.
Входит в состав района Восточный Гольштейн. Подчиняется управлению Лензан. Население составляет 388 человек (на 31 декабря 2010 года). Занимает площадь 9,63 км².